# Cale Yarborough
William Caleb Yarborough (Timmonsville, 27 marzo 1939 – Florence, 31 dicembre 2023) è stato un pilota automobilistico statunitense, specializzato nelle stock car, vincitore di tre Winston Cup (quella che oggi è la NASCAR Sprint Cup Series) e quattro edizioni della Daytona 500.

## Gli inizi
William Caleb "Cale" Yarborough nacque da Julian e Annie Yarborough nella minuscola comunità di Sardis vicino Timmonsville, South Carolina, era il più grande di tre figli. Julian coltivava tabacco, era un operatore di sgranatrice di cotone e proprietario di un negozio e fu ucciso in un incidente a bordo di un aereo privato quando Cale aveva circa 10 anni. Secondo la sua autobiografia Cale, Yarborough ha partecipato alla seconda Southern 500 nel 1951 come un giovane spettatore senza biglietto. Yarborough era una star del football del liceo e ha giocato da semi professionista a football in Columbia, South Carolina per quattro stagioni ed è stato un pugile Golden Gloves. Fece il suo debutto nella Southern 500 appena adolescente mentendo sulla sua età, ma fu scoperto e squalificato dalla NASCAR. Nel 1957, Yarborough fece il suo vero debutto come pilota alla Southern 500, alla guida della Pontiac #30 per Bob Weatherly, partendo 44 ° e finendo 42º dopo aver avuto problemi al mozzo. Corse ancora per Weatherly due anni dopo, e chiuse in 27ª posizione. Nel 1960, Yarborough corse una gara, ed iniziò la sua carriera come top-15, piazzandosi al quattordicesimo posto nella Southern States Fairgrounds. Corse ancora una gara nel 1961 finendo 30 ° nella Southern 500 per Julian Buesink. Nel 1962, Yarborough corse otto gare per Buesink, Don Harrison, e Wildcat Williams. Ha guadagnato la sua prima top -ten nella Daytona 500 Qualifying Race, finendo decimo.

## Curiosità
Due episodi della serie Hazzard hanno visto Cale Yarborough recitare nella parte di se stesso al fianco dei famosi cugini Duke:
- "The Dukes Meet Cale Yarborough" - in Italia "I Duke a Cale Yarborough" (1979) Stagione 02 Episodio 07
- "Cale Yarborough comes to Hazzard" - in Italia "Un campione di cuore" (1984) Stagione 07 Episodio 09

Cale è inoltre apparso nel film Stroker Ace con Burt Reynolds del 1983.

## Palmarès
Winston Cup
- 3 volte  nel 1976, 1977 e 1978

Daytona 500
- 4 volte  nel 1968, 1977, 1983 e 1984